# 西谷村 (神奈川県)
西谷村（にしやむら）は、1889年（明治22年）4月1日から1927年（昭和2年）4月1日まで存在した神奈川県都筑郡の村。

## 概要
神奈川県都筑郡南部の村。現在の神奈川県横浜市保土ケ谷区西部、旭区東部の、おおむね相模鉄道沿線にあたる。
現在の上星川駅近くにある「両郡橋」は、橘樹郡矢崎村（のちに保土ケ谷町）との境にあった。

## 地理
- 川：帷子川

## 歴史

### 沿革
- 1889年（明治22年）4月1日 - 町村制の施行により、川島村、上星川村が合併して成立。
- 1927年（昭和2年）
  - 4月1日 - 横浜市に編入。同日西谷村廃止。
  - 10月1日 - 横浜市の旧西谷村域が行政区設置に伴い保土ケ谷区の一部となる。
- 1969年（昭和44年）4月1日 - 横浜市保土ケ谷区から旭区が分区。旧村域のうち川島町（旧川島村）の西半分が旭区に、残部が保土ケ谷区になる。

## 交通

### 鉄道路線
- 神中鉄道（現相模鉄道）
  - 本線 ：星川駅（現上星川駅[1]）、 西谷駅

現在は鶴ヶ峰駅が存在するが、当時は未開業。

### 道路
- 八王子街道（現在の国道16号）

## 現在の地名
いずれも大体の範囲。
横浜市保土ケ谷区
- 住居表示実施地区：上星川、西谷
- 住居表示未実施地区：川島町、東川島町、西谷町

横浜市旭区
- 住居表示実施地区：鶴ケ峰
- 住居表示未実施地区：川島町、西川島町